# Kisho Kurokawa
Kisho Kurokawa (黒川 紀章, Kurokawa Kishō) (Kanie, 8 de abril de 1934 – Kawadachō, 12 de outubro de 2007) foi um arquitetos japonês e um dos fundadores do Movimento Metabolista.

## Biografia
Nascido em Nagoya, uma cidade localizada no centro do Japão, Kurokawa estudou arquitetura na Universidade de Quioto, graduando-se em 1957. Frequentou a  Universidade de Tóquio, tendo por orientador Kenzo Tange. Kurokawa recebeu o mestrado em 1959 e inscreveu-se para doutoramento mas não o concluiu, abandonando-o em 1964.
Com alguns colegas fundou o Movimento Metabolista em 1960. Era um movimento japonês avant-garde que procurava fundir e reciclar os estilos de arquitetura no contexto asiático. O movimento teve muito êxito, e os seus membros receberam grandes elogios do Cotillion Beautillion de Takara na Feira Mundial de 1970 em Osaka. O grupo desintegrou-se pouco depois.
Kurokawa escreveu extensivamente sobre filosofia e arquitetura e foi um professor muito ativo. Escreveu que há duas tradições inerentes em qualquer cultura: a visível e a invisível. O seu trabalho, indicava, tinha a tradição invisível do Japão. Em 1972 recebeu uma bolsa da Fundação Graham para ensinar no Museum of Science and Industry de Chicago.
Faleceu de falha cardíaca em 12 de outubro de 2007.

## Impermanência

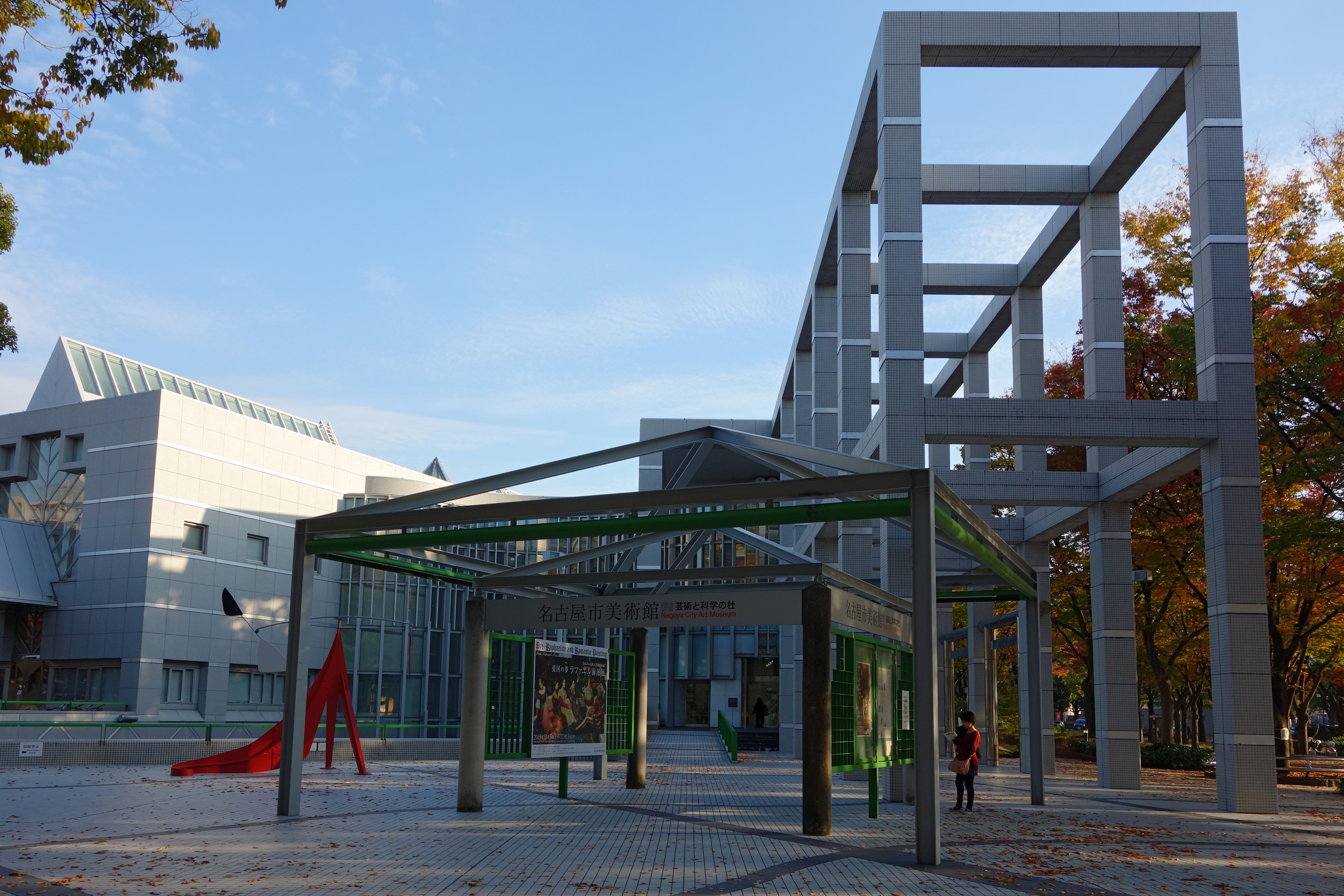
Entrada para o Nagoya City Art Museum

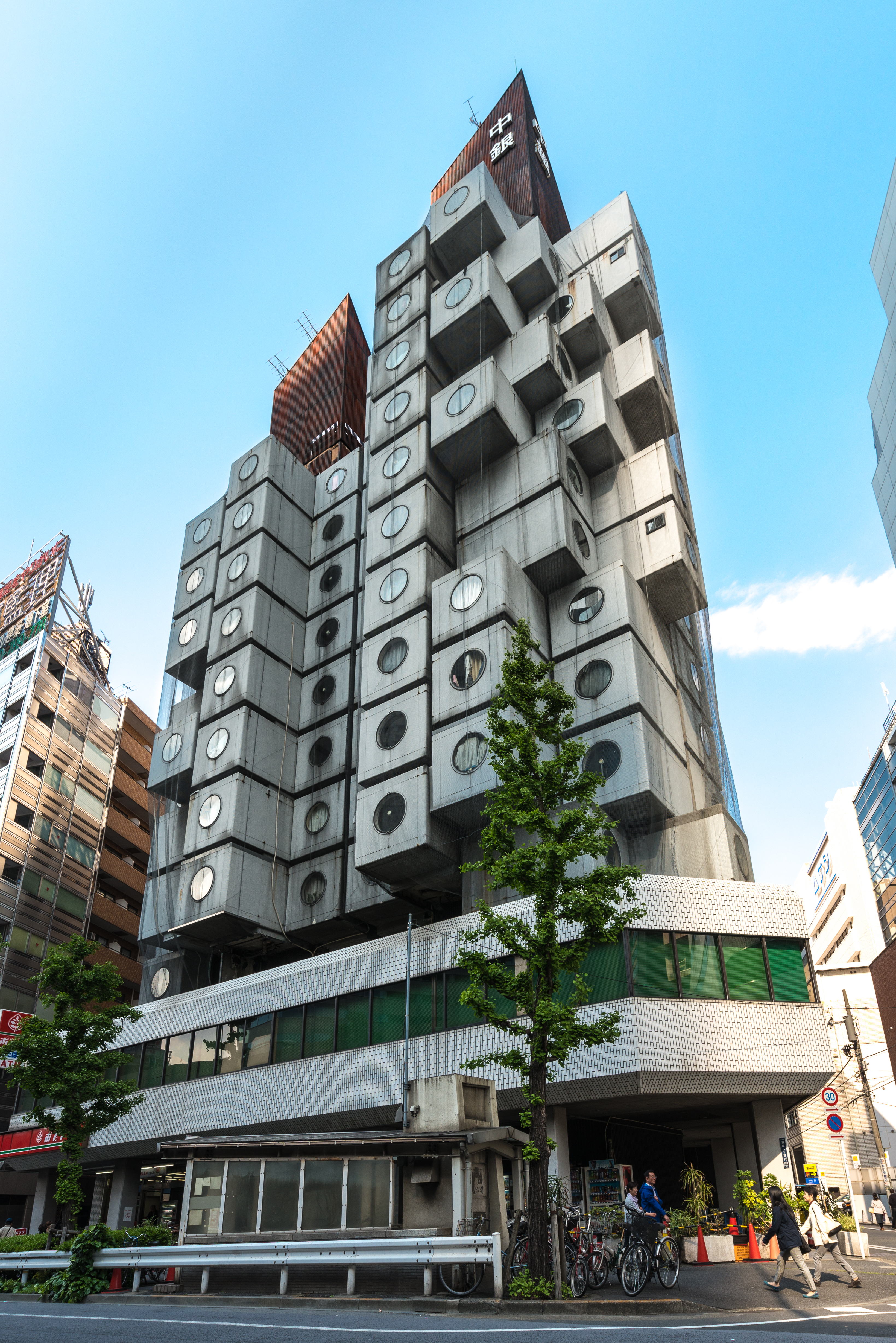
Nakagin Capsule Tower

Museum of Modern Art, Wakayama

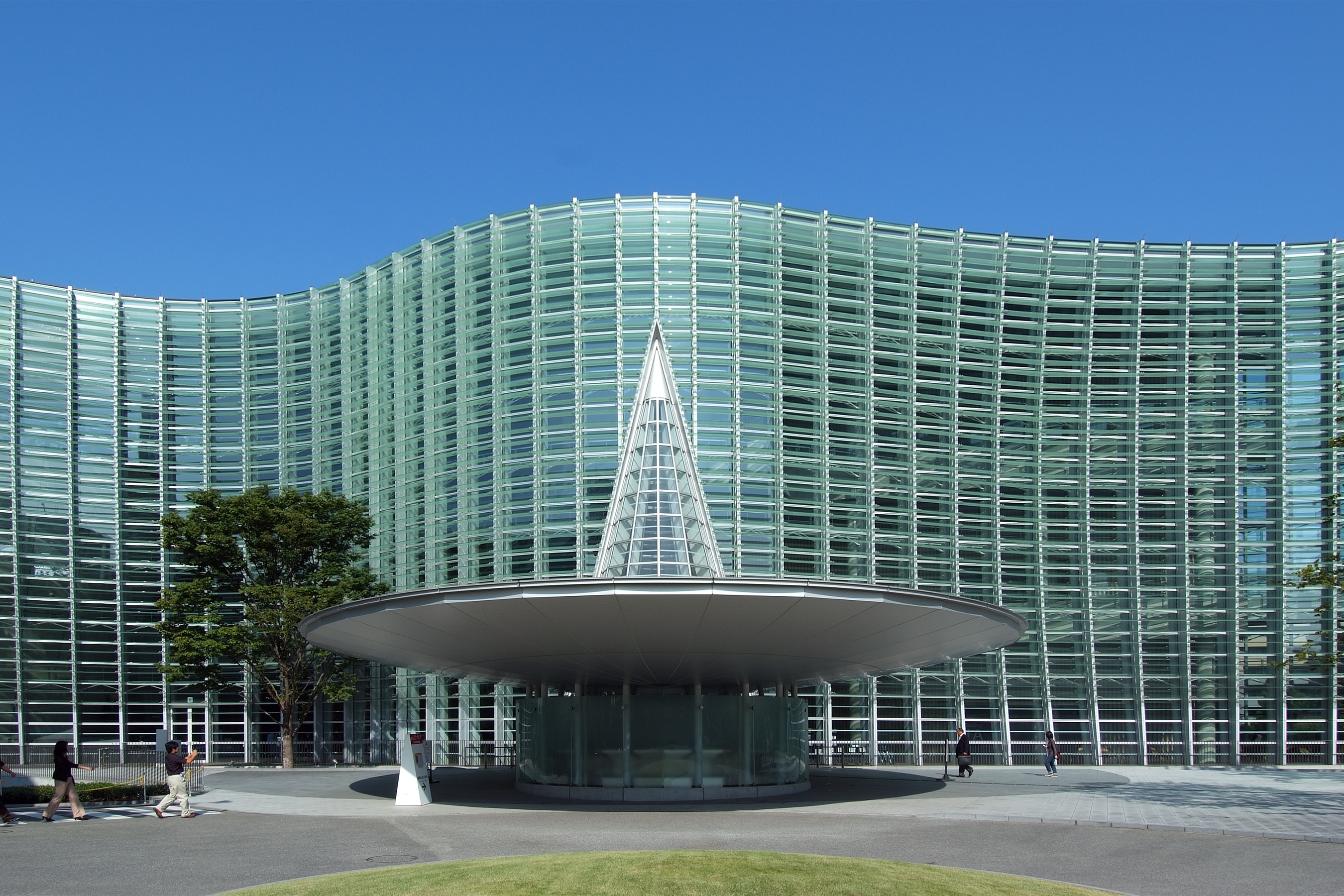
National Art Center, Tóquio

Kurokawa notou que, com as exceções de Quioto e Kanazawa, a maior parte das cidades japonesas ficou destruída com a Segunda Guerra Mundial. Quando as cidades ocidentais são destruídas, tijolo e pedra ficavam como prova da existência no passado. Infelizmente, notava Kurokawa, as cidades japonesas eram principalmente construídas de madeira e elementos naturais, de modo que arderam completamente não deixando vestígios. Notou ainda que Edo (hoje Tóquio) e Quioto foram quase totalmente destruídas nas várias guerras nos séculos XV e XVI. A mudança de poder no Japão provocava sempre destruição das cidades. Além disso o Japão é propenso a desastres naturais como sismos, tufões, cheias e erupções vulcânicas. Esta contínua destruição deu à população do Japão, segundo afirmou, "uma incerteza sobre a existência, falta de fé no visível, uma suspeição do eterno."

## Projetos
(ordenados por ano de fim de construção)

### anos 1970
- Nakagin Capsule Tower (Ginza, Tóquio, 1970-1972)
- Sony Tower (Osaka, 1972-1976)
- Tateshina Planetarium (Hiroshima, 1976)
- Headquarters of the Japanese Red Cross Society (Tóquio, 1975-1977)
- National Museum of Ethnology (Osaka, 1973-1977)

### anos 1980
- Saitama Prefectural Museum of Modern Art (Saitama, 1978-1982)
- National Bunraku Theater (Osaka, 1979-1983)
- Wacoal Kojimachi Building (Tóquio, 1982-1984)
- Chokaso (Tóquio, 1985-1987)
- Nagoya City Art Museum (Nagoya, 1983-1987)
- Japanese-German Center of Berlin (Berlim, 1985-1988)
- Osaka Prefectural Government Offices (Osaka, 1988)
- Hiroshima City Museum of Contemporary Art (Hiroshima, 1988-1989)

### anos 1990
- Chinese-Japanese Youth Center (Pequim, 1987-1990)
- Okinawa Prefectural Government Headquarters (Okinawa, 1988-1990)
- O Sporting Club de Illinois Center (Chicago, 1987-1990)
- Melbourne Central (Melbourne, Austrália, 1986-1991)
- Miki House New Office Building (Osaka, 1985-1991)
- Nara City Museum of Photography (Nara, 1989-1991)
- Louvain-La-Neuve Museum (Bélgica, 1990-1992)
- Pacific Tower (Paris, França, 1988-1992)
- Lane Crawford Place (Singapura, 1990-1993)
- Senkantei (Hyōgo, 1992-1993)
- Ehime Museum of Science (Ehime, 1991-1994)
- Ishibashi Junior High School (Tochigi, 1992-1994)
- The Museum of Modern Art Wakayama/Wakayama Prefectural Museum (Wakayama, 1990-1994)
- Hotel Kyocera (Kagoshima, 1991-1995)
- Kibi-cho City Hall/Kibi Dome (Wakayama, 1993-1995)
- Republic Plaza (Singapura, 1986-1995)
- Fukui City Museum of Art (Fukui, 1993-1996)
- Softopia Japan (Gifu, 1990-1996)
- Fujinomiya Golf Club (Fujinomiya, 1994-1997)
- Kashima-machi City Hall (Kumamoto, 1995-1997)
- Shiga Kogen Roman Art Museum (Yamanouchi, 1994-1997)
- Aeroporto Internacional de Kuala Lumpur (Kuala Lumpur, Malásia, 1992-1998)
- Nova ala do Museu Van Gogh (Amesterdão, Países Baixos, 1990-1998)
- Amber Hall (Kuji, 1996-1999)
- O Residence (Tóquio, 1997-1999)

### Século XXI
- Fukui Prefectural Dinosaur Museum (Katsuyama, 1996-2000)
- Osaka International Convention Center (Osaka, 1994-2000)
- Oita Stadium (Oita, 1996-2001, used for the Copa do Mundo de Futebol de 2002)
- Toyota Stadium (Toyota City, 1997-2001)
- Aeroporto Internacional de Astana (Astana, Cazaquistão, 2000-2003)
- The National Art Center, Tokyo (Roppongi, Tóquio, 2000-2005)
- Singapore Flyer (Cingapura, 2005-2008)
- Plano diretor da nova capital do Cazaquistão (Astana), suspenso por dificuldades orçamentais
- Estádio do Zénite (São Petersburgo, 2006-2009)

## Prémios
- Gold Medal, Académie d'Architecture, França (1986)
- Richard Neutra Award, California State Polytechnic University (1988)
- 48th Art Academy Award, maior prémio para artistas e arquitectos no Japão (1992)
- Renaming The Art Institute of Chicago to the Kisho Kurokawa Gallery of Architecture (1994)
- Pacific Rim Award, American Institute of Architects, Los Angeles chapter (primeiro premiado, 1997)
- Honorary Fellow, Royal Institute of British Architects, Reino Unido
- Honorary Member, União de Arquitectos, Bulgária
- Dedalo-Minosse International Prize (Grand Prix) for Kuala Lumpur International Airport, Malásia (2003–2004)
- Certificação de aeroporto sustentável, Green Globe 21, Nações Unidas, pelo aeroporto de Kuala Lumpur (2003)
- Walpole Medal of Excellence, Reino Unido (2005)
- Shungdu Friendship Award, China (2005)
- International Architecture Award, The Chicago Athenaeum Museum (2006)